# Need Your Loving Tonight
Singles de Queen
Another One Bites the Dust
(1980) Flash
(1980)
Pistes de The Game
Another One Bites the Dust Crazy Little Thing Called Love
Need Your Loving Tonight est une chanson du groupe de rock britannique Queen, sortie en single en 1980, uniquement aux États-Unis, au Japon, en Argentine, au Canada, en Nouvelle-Zélande et aux Philippines. Écrite par le bassiste John Deacon, elle est extraite de l'album The Game.

## Autour de la chanson
On peut trouver dans Need Your Loving Tonight une certaine influence des Beatles, notamment leur titre Eight Days a Week (1964). La guitare est ici cependant plus accentuée et donne à la chanson un son résolument plus pop. Dans sa version interprétée en concerts, Need Your Loving Tonight est chantée et jouée au piano par Freddie Mercury, Roger Taylor se chargeant de la deuxième voix et Brian May de la troisième.

## Classements
| Pays       | Classements (1980) |
| ---------- | ------------------ |
| Canada     | 36                 |
| États-Unis | 44                 |

## Crédits
- Freddie Mercury : chant principal et chœurs
- Brian May : guitare électrique et chœurs
- Roger Taylor : batterie et chœurs
- John Deacon : guitare basse et guitare acoustique